# Юрьев, Владимир Петрович
Владимир Петрович Юрьев (1861—?) — русский военный  деятель, генерал-майор  (1916). Герой Первой мировой войны.

## Биография
В 1877 году получил домашнее образование и вступил в службу. В 1880 году после окончания Варшавского пехотного юнкерского училища произведён в прапорщики и выпущен в Астраханский 12-й гренадерский полк. В 1883 году произведён в подпоручики, а в 1886 году переведён в кавалерию с чином корнета, в 1887 году произведён в поручики, в 1890 году в штабс-ротмистры, в 1897 году в ротмистры, эскадронный командир. В 1904 году «за отличие по службе» произведён в подполковники, в 1910 году в полковники, старший офицер Владимирского 13-го уланского полка. 
С 1912 года командир Псковского 2-го лейб-драгунского полка. С 1914 года участник Первой мировой войны, во главе этого полка, был ранен.
18 марта 1915 года «за храбрость» был награждён  Георгиевским оружием и 29 мая 1915 года Орденом Святого Георгия 4-й степени.
С 13 июня 1915 года в резерве чинов при штабах Двинского и  Минского военных округов. С 1916 года генерал-майор, командир 2-й бригадой 2-й кавалерийской дивизии.

## Награды
- Орден Святой Анны 3-й степени  (1903)
- Орден Святого Станислава 2-й степени  (1907)
- Орден Святой Анны 2-й степени (1914)
- Орден Святого Владимира 4-й степени с мечами и бантом (ВП 13.10.1914)
- Георгиевское оружие (ВП 18.03.1915)
- Орден Святого Георгия 4-й степени (ВП 29.05.1915)
- Орден Святого Владимира 3-й степени с мечами (ВП 24.05.1916)